# 煌上煌

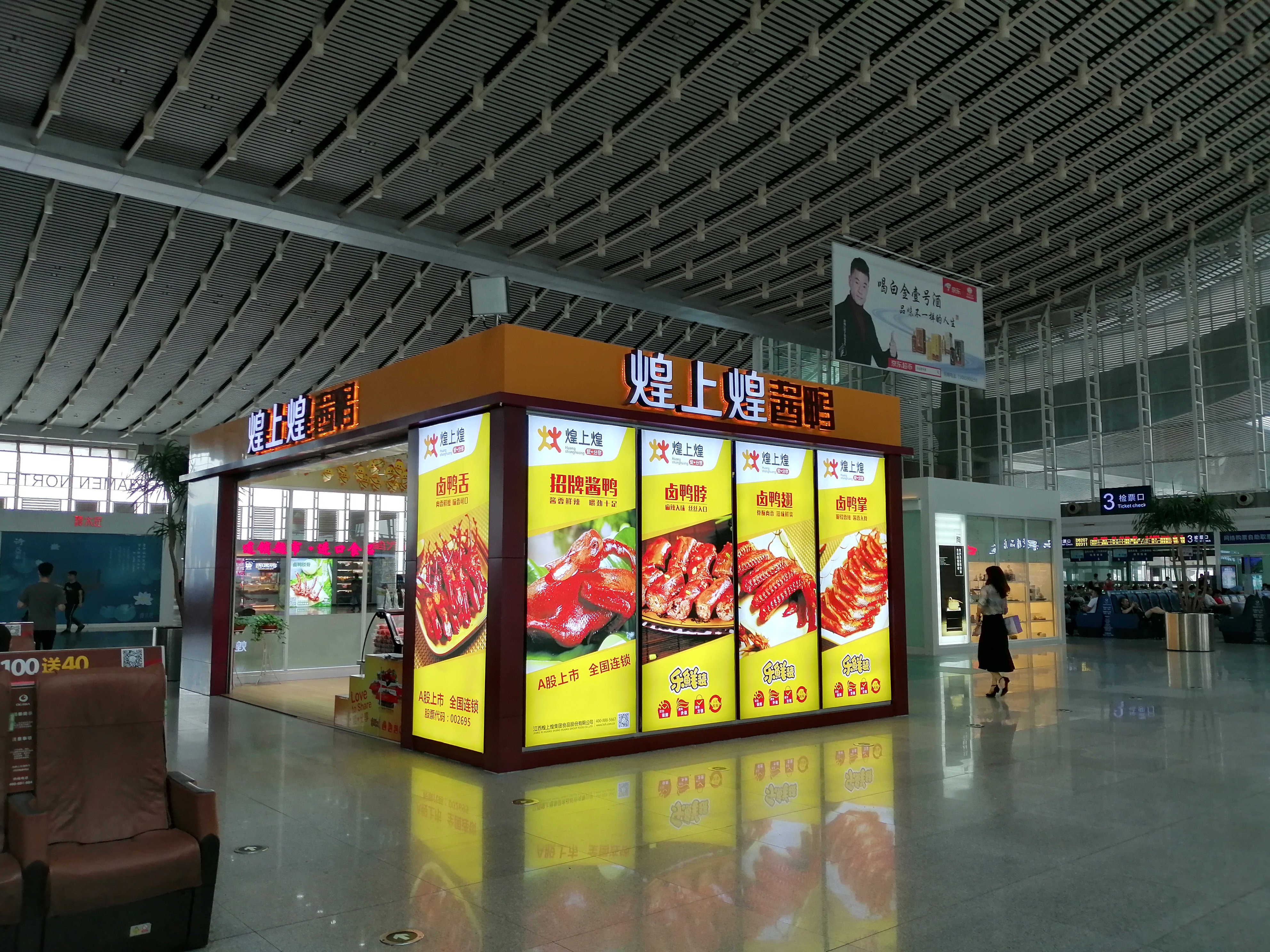
位于厦门北站候车厅的门店

煌上煌，全称江西煌上煌集團食品股份有限公司，（英語：Jiangxi Huangshanghuang Group Food Company Limited，深交所：002695）是一家江西食品公司。總部位於江西省南昌市小蓝中大道66号。

## 历史
於1993年由徐桂芬（董事長）家族創立，前身為「江西煌上煌烤卤有限公司」、「南昌皇上皇烤禽社」，以及「江西煌上煌集团食品有限公司」，總經理為禇浚。現時業務在國內經營生產及銷售中式烤卤食品加工、家禽屠宰加工，招股價為30元人民幣，發行新股為3,098万股，集資額為1.2387億元人民幣，股份則在2012年9月5日於深圳證券交易所中小板上市。主要竞争对手是周黑鸭和绝味鸭脖。